# Abbey Lincoln’s Affair… A Story of a Girl in Love
Abbey Lincoln’s Affair… A Story of a Girl in Love — дебютный студийный альбом американской певицы Эбби Линкольн, выпущенный в 1957 году на лейбле Liberty Records. Альбом был записан при поддержке неизвестных музыкантов и аранжировщиков Бенни Картера, Джека Монтроуза и Марти Пейча.
В 1993 году вышло переиздание альбома с дополнительными треками: «Lonesome Cup of Coffee» и «She Didn’t Say Yes» издавались только на синглах Liberty Records, в то время как остальные ранее не были выпущены.

## Отзывы критиков
| Оценки критиков                            | Оценки критиков |
| Источник                                   | Оценка          |
| ------------------------------------------ | --------------- |
| AllMusic                                   | [ 1 ]           |
| The Encyclopedia of Popular Music          | [ 2 ]           |
| MusicHound Jazz: The Essential Album Guide | [ 3 ]           |
| The Rolling Stone Jazz & Blues Album Guide | [ 4 ]           |

Обозреватель Billboard написал: «В высшей степени провокационная певица Эбби Линкольн исполняет не менее провокационную серию чувственных мелодий, и всё это на высшем уровне. Фразировка мисс Линкольн излучает сексуальность, в то время как её невинная манера играть с текстом очень эффектна. Альбом выдающийся со всех точек зрения, подбором репертуара, музыки и пением мисс Линкольн».
Рецензент AllMusic Скотт Яноу заявил, что в это время Линкольн совершала переход от потенциального секс-символа и лаунж-певицы к драматическому интерпретатору джаза, а её голос был узнаваем даже на этом раннем этапе, но некоторые баллады более легкие, чем те, которые она исполнит в ближайшем будущем. Резюмируя, он отметил, что уже это выступление произвело впечатление и порадовало.

## Список композиций
1. «Love Walked In» (Джордж Гершвин, Айра Гершвин) — 2:32
2. «I Didn’t Know About You» (Дюк Эллингтон, Боб Расселл) — 2:45
3. «Would I Love You (Love You, Love You)» (Боб Расселл, Харольд Спина) — 2:21
4. «I Wake up Smiling» (Фред Алерт, Эдгар Лесли) — 2:06
5. «This Can’t Be Love» (Лоренц Харт, Ричард Роджерс) — 2:22
6. «Crazy He Calls Me» (Боб Расселл, Карл Сигман) — 2:55
7. «Two Cigarettes in the Dark» (Лью Поллак, Пол Фрэнсис Уэбстер) — 2:37
8. «The Masquerade Is Over» (Герберт Магидсон, Элли Врубель) — 2:59
9. «Take Me in Your Arms» (Альфред Маркус, Митчелл Пэриш, Фриц Роттер) — 3:06
10. «Together» (Лью Браун, Бадди Десильва, Рэй Хендерсон) — 1:53
11. «Affair» (Боб Расселл) — 2:59
12. «No More» (Тутти Камарата, Боб Расселл) — 3:06

Бонус-треки переиздания 1993 года
1. «Warm Valley» (Дюк Эллингтон) — 3:16
2. «You Do Something to Me» (Коул Портер) — 2:31
3. «Do Nothin' Till You Hear from Me» (Дюк Эллингтон, Боб Расселл) — 2:14
4. «The Answer Is No» (Харольд Леви) — 2:15
5. «Lonesome Cup of Coffee» (Боб Расселл) — 2:38
6. «She Didn’t Say Yes» (Отто Харбах, Джером Керн) — 2:20

## Участники записи
- Аранжировка — Марти Пейч (1, 2 , 4, 6, 9, 12), Джек Монтроуз[англ.] (3, 10, 11), Бенни Картер (5, 7, 8, 13-18)
- Вокал — Эбби Линкольн